# HR Librae
HR Librae is een reuzenster met een spectraalklasse van A2Ib/II. De ster bevindt zich 163,22 lichtjaar van de zon.